# 百川書志
《百川書志》，明代私家書目，由高儒编撰，凡二十卷。
《百川書志》是一部私人藏書目錄學，按經、史、子、集分類，書目下有簡要的內容介紹。

## 目錄
- 卷一、经志一
- 卷二、经志二
- 卷三、经志三
- 卷四、史志一
- 卷五、史志二
- 卷六、史志三
- 卷七、子志一
- 卷八、子志二
- 卷九、子志三
- 卷十、子志四
- 卷十一、子志五
- 卷十二、集志一
- 卷十三、集志二
- 卷十四、集志三
- 卷十五、集志四
- 卷十六、集志五
- 卷十七、集志六
- 卷十八、集志七
- 卷十九、集志八
- 卷二十、集志九